# Viaduc de l'Oli
Le Viaduc de l'Oli est un pont situé dans les Alpes-Maritimes, en Provence-Alpes-Côte d'Azur, en France. Il porte l'autoroute A8. Il se situe dans la ville de La Trinité, au-dessus du stade qui porte le même nom. C’est le plus long pont (617m) du département.